# Busza
Busza (ukr. Буша́́) – wieś na Ukrainie w rejonie jampolskim, obwodu winnickiego, przy ujściu rzeki Buszy do Morachwy, na Podolu.

## Historia

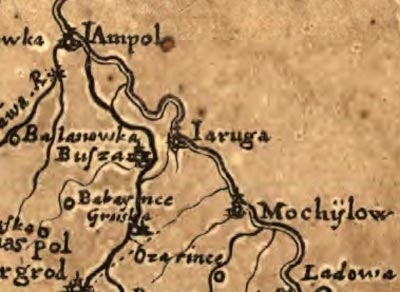
Fragment mapy Polski z 1648 z zaznaczoną Buszą

W 1589 roku kupił ja kanclerz Jan Zamoyski i zbudował w niej zamek z sześcioma wieżami. W 1606 roku miejscowość nazywano miastem. Miejsce podpisania traktatu w Buszy w roku 1617. W 1629 roku liczyła dwa tysiące mieszkańców. Należała do Lubomirskich, następnie do Kaczkowskich i Skąpskich, potem do Karola i Juliana Orzechowskich (brata Tadeusza).
W 1648 roku zajęta przez Kozaków Bohdana Chmielnickiego.
Wespazjan Kochowski pozostawił obszerny opis odbicia Buszy 18-20 listopada 1654, streszczony przez SgKP. Według niego, broniący się w warowni buntownicy zabili trębacza, wysłanego przez Stefana Czarneckiego z obietnicą łaski i niepamięci. Po kilku szturmach Czarniecki zadecydował o spuszczeniu wody ze stawu broniącego jedną ze stron fortyfikacji. Wkrótce Balent, chorąży z pułku Koryckiego, mając w ręku chorągiew św. Michała Archanioła, pierwszy wdarł się na wały (może na pamiątkę tego wydarzenia Kazimierz Kaczkowski zbuduje na zamczysku w Buszy w 1756 kościół św. Michała). Po zdobyciu zamku, Czarniecki nie mógł lub nie chciał powstrzymać wściekłości wojska - wycięto w pień 16000 mieszkańców (co zdaje się liczbą znacznie przesadzoną), co okryło hańbą wojsko koronne. Siedemdziesiąt osób, które ukryły się w jaskini naprzeciw miasta, zginęło po zawróceniu biegu rzeczki przez pułkownika Celarego.
Eustachy Iwanowski przypisuje masakrę samym Kozakom:

Stefan Czarniecki, niesprawiedliwie mówiono, że Kozaków i Ruś prześladował; on wprowadził prawo i porządek, gasił pożary domowej, bratniej wojny, nąjzawziętszych zebranych w Buszy, bez zamiarów uczynienia im krzywdy oblegał. Przy poddaniu się miasta sami je podpalili i w wściekłym szale rzucali się w płomienie, w studnie, sami sobie życie odbierali. Kozackiemu dowódzcy, jego własna żona odebrała życie; usiadłszy potem na baryłce z prochem wysadziła się w powietrze. 16 000 ludzi zginęło najokropniejszą śmiercią, w szale najdzikszego fanatyzmu. O dziwne Boże zrządzenie! Sprawiedliwa ręka Jego widomie zbrodnię dosięga i karze; zaledwie upłynęły dwa lata po zdradzieckiej rzezi Batowskiej, nastąpiła druga okrutniejsza pod Buszą, w którój dwa razy tyle ludzi zginęło z ręki samobójczej. Nie Polacy, ani Tatarzy, sami zostali własnymi katami. 

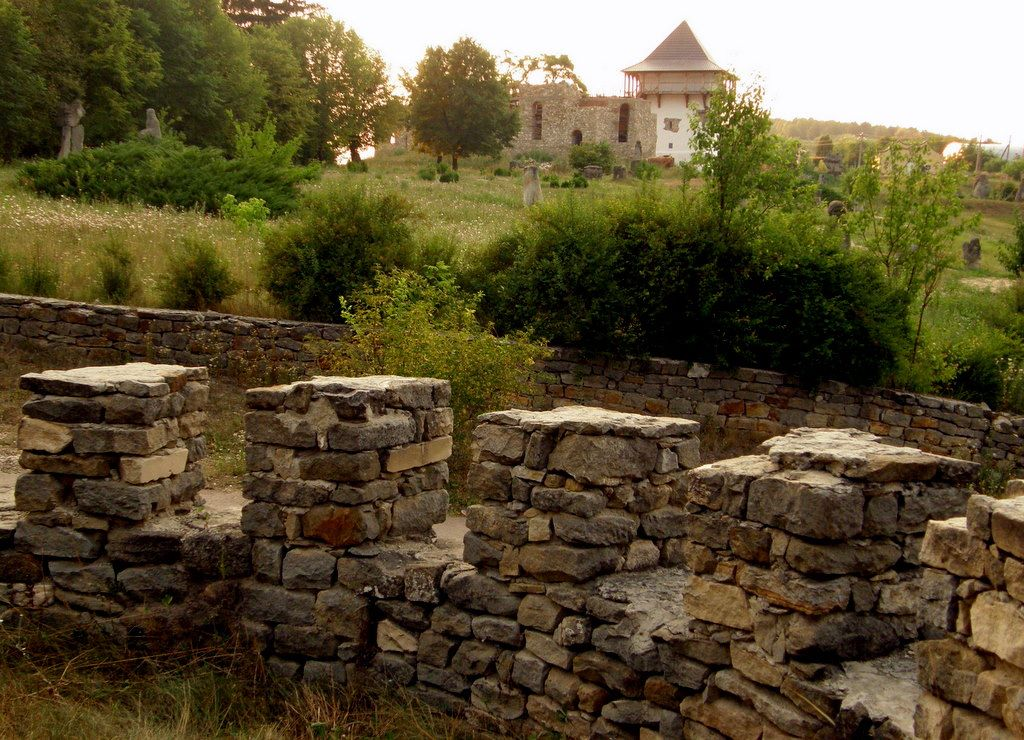
Widok na wieżę zamkową i odbudowywaną cerkiew

W latach późniejszych Busza, tak samo jak podobnie położony Kamieniec Podolski utraciła strategiczne znaczenie na skutek wejścia w armii osmańskiej do użytku ciężkiej artylerii. Obecnie pamiątki przeszłości zamku połączone zostały w park historyczno-kulturalny.
W 1756 roku właściciel wsi Mieczysław Kaczkowski polecił na górze zamkowej zbudować ze swoich środków świątynię, w którą wkomponowano ocalałą wieżę zamku Zamoyskiego. Cerkiew zburzono w latach 80. XX wieku, jednak obecnie jest odbudowywana.

## Relief z Buszy
W 1824 roku w rozpadlinie niedaleko zamku Romuald Ostoja Owsiany odkrył tajemniczy relief z Buszy z wizerunkiem klęczącego mężczyzny, jelenia i koguta z polskim napisem „W Antopolu pozostała (ocalała) jedynie Basia (obecnie czytelny tylko częściowo), a obok na ścianie Oko Opatrzności i napis Pamięci 1524 R: d. 3 Junii. Relief można obejrzeć w rezerwacie w Buszy.

## Urodzeni w Buszy
- Tadeusz Oksza-Orzechowski – polski działacz polityczny, lekarz